# Los aitas
Los aitas es una película española de comedia de época de 2025, dirigida por Borja Cobeaga, quien la coescribió con Valentina Viso. Está protagonizada por Quim Gutiérrez, Juan Diego Botto, Iñaki Ardanaz y Mikel Losada. Se estrenó el 18 de marzo de 2025 en el Festival de Málaga, y luego se estrenó en cines españoles el 21 de marzo de 2025, con distribución de BTeam Pictures.

## Sinopsis
En la periferia obrera del Bilbao de finales de los 80, un equipo infantil de gimnasia rítmica tiene la oportunidad de participar en un campeonato en Berlín. Ante la imposibilidad de que las madres acompañen a sus hijas, la tarea recaerá en los padres, que no parecen muy interesados en el viaje, ni en ese deporte, ni incluso en sus propias hijas.

## Reparto
- Quim Gutiérrez como Óscar
- Juan Diego Botto como Juanma
- Ramón Barea como Padre Arrupe
- Sofía Otero como Ainara
- Iñaki Ardanaz como Néstor
- Mikel Losada como Andoni
- Laura Weissmahr como Nina
- Irati Goitia Arraibi como Bea
- Mara Garcés Renedo como Cristina
- Vera López Monreal como Sandra
- Irati García Pérez como Alaitz
- Aitor Sanz como Gorka

## Producción
El 13 de mayo de 2021, se anunció que Borja Cobeaga estaba desarrollando su próxima película como director, Los aitas, cuyo rodaje originalmente tenía previsto empezar en otoño de ese año. Sin embargo, después de tres años sin noticias del proyecto, en junio de 2024 finalmente se anunció que el rodaje de la película había comenzado, con Quim Gutiérrez, Juan Diego Botto y Ramón Barea como protagonistas. Entre las localizaciones del rodaje se incluyen el colegio de Santa María Ikastetxea, situado en Portugalete.

## Lanzamiento y marketing
El 10 de febrero de 2025, BTeam Pictures lanzó el tráiler de Los aitas y programó su estreno en cines españoles para el 21 de marzo de 2025. El 5 de marzo de 2025, se anunció que la película tendría su estreno mundial en el Festival de Málaga el 18 de marzo de 2025.